# Oliver Wakeman
Oliver Wakeman, né le 26 février 1972, est un claviériste britannique, ancien membre des groupes Strawbs et Yes. 

## Biographie
Oliver Wakeman est le fils aîné de Rick Wakeman, lui-même ancien claviériste de Yes, et le frère d'Adam Wakeman qui joue aussi des claviers. Ce dernier a accompagné Ozzy Osbourne et Black Sabbath. 
Oliver a une demi-sœur, Jemma Kiera, également clavieriste, qui a enregistré avec son père et ses frères. 
Oliver a collaboré avec Steve Howe sur son album Spectrum et a contribué à la pièce Australia de l'album The Ultimate Yes ; 35th Anniversary Collection. Steve de son côté est parmi les invités de l'album The 3 Ages of Magick de Wakeman. 
Oliver a aussi été claviériste pour The Strawbs en 2009 et 2010 : il a enregistré l'album studio Dancing to the devil's beat sorti en 2009 ainsi que le live Strawberry Fayre de 2010.

## Discographie

### Solo
- 1997 : Heaven's Isle - (Opus Music) Oliver : guitare acoustique, piano, claviers
- 1999 : Heaven's Isle - (Verglas Music) - (Réédition)
- 2002 : Chakras - (Disky / EMI Records)
- 2002 : Spiritual Enlightenment & Inspiration - (Disky / EMI Records)
- 2003 : Purification by Sound  - (President Records)
- 2005 : Mother's Ruin - (ProgRock Records 2005)
- 2009 : Coming To Town Live In Katowice (Metal Mind Productions)

### Oliver Wakeman Band
- Coming to Town - Live from Katowice (DVD & CD) - Oliver Wakeman Band - (CD MetalMind Records 2008 - DVD 2009)

### Oliver Wakeman & Steve Howe
- The 3 Ages of Magick - Oliver Wakeman & Steve Howe - (Resurgence 2001)
- The 3 Ages of Magick - Oliver Wakeman & Steve Howe - (Esoteric Recordings 2013) Réédition de l'album de 2001

### Oliver Wakeman & Gordon Giltrap
- Ravens & Lullabies - Oliver Wakeman & Gordon Giltrap - (Esoteric Antenna Records 2013) Benoit David chante sur "From the turn of a card" Édition 1 CD - 2013
- Ravens & Lullabies - Oliver Wakeman & Gordon Giltrap - (Esoteric Antenna Records 2013) Édition limitée 2 CD - 2013

### Oliver Wakeman & Rachel Kaufman Wakeman
- The View From Here (EP) - Oliver Wakeman & Rachel Kaufman Wakeman - (Watermark Records 2002)

### Oliver Wakeman & Clive Nolan
- Jabberwocky - (Verglas Music 1999) Avec Rick Wakeman : narration Peter Banks : guitare - 1999
- The Hound of the Baskervilles - (Verglas Music 2002) Avec Peter Banks guitare et Ashley Holt chant - 2002
- Tales by Gaslight - 2021

### Strawbs
- Dancing to the Devil's Beat - (Witchwood Media 2009)
- Strawberry Fayre (Live) - (Witchwood Media 2010)

### Yes
- In The Present - Live From Lyon (DVD & CD) - (Frontiers 2011)
- Fly from Here - Claviers sur 4 pièces, Fly from here part 1, Fly from here part 5, Hour of need et Into The Storm (Frontiers 2011)
- From a Page (2019)

### Light Freedom Revival
- Eterniverse Deja Vu (2017)
- Truthonomy (2018)
- Musicsoul Continuum: Jon Anderson Tribute Album (2020)

### Collaborations
- No Va Más Feat. Billy Sheehan (Dario Imaz, 2023)
- Evergreen (Carrie Martin, 2023)
- The Black Watch - Munroe's Thunder - 2022
- Some People (Avec Jon Anderson, Jean-Luc Ponty et Michael Lewis, 2021)
- Entity - Carrie Martin 2021
- Together Apart (John Holden and Friends, 2021)
- You Make Me Believe - University Hospitals Birmingham Charity Single - 2020
- Crossover (David Cross et Peter Banks, 2020)
- Rise and Fall (John Holden, 2020)
- Capture Light (John Holden) - claviers sur 3 morceaux
- Seductive Sky - Carrie Martin 2017
- Ordinary Magic Brenda Layne & Tommy Osuna - 2015
- Hypatia - Telergy 2015
- Heaven on Lundy - A journey Through Time DVD -
- What If? - Carrie Martin 2014
- Blue (Paul Bond, 2013)
- Let the Song Begin (King Friday with Joe Macre, 2012)
- Strange Ang3ls (David Mark Pearce) - claviers solo
- Timeline (best of) - (Ayreon) 2010
- One Among the Living (Mystery) - solo sur "Kameleon Man"
- Spectrum (Steve Howe) - claviers sur 4 morceaux
- All Around the World (Prog Aid v Various artists) - claviers
- Complementary Medicine DVD - Progress of the Soul from Spiritual Enlightenment is the title music 2004
- The Human Equation (Ayreon)- solo sur "Day17: Accident?" 2004
- Integration (Hybrid) - claviers sur "Man on the Moon" et "Moving Lights"

### Commissions
- Name That Tune - CD Jingle
- The Great Epic Poems - Incidental Music
- The Great Love Poets - Incidental Music
- The Great War Poets - Incidental Music
- Poems of Natural Beauty - Incidental Music
- Heroic Poems - Incidental Music
- Lovers Trysts Poems - Incidental Music